# Kill Me Heal Me
《Kill Me Heal Me》（韓語：킬미 힐미），為韓國MBC於2015年1月7日起播出的水木連續劇，由《伊甸園之東》、《醜聞》導演金镇滿執導與《擁抱太陽的月亮》陳秀完作家執筆，並加入神秘推理情節，描寫擁有七重人格的主角車道賢（池晟飾）與精神科醫生吳悧珍（黃正音飾）的愛情故事，為首次有韓劇使用的題材。本劇是池晟與黃正音時隔一年多繼《秘密》後再度合作。此劇由於題材創新，故事高潮迭起，池晟在劇中所飾演的七種人格，每種人格的分別皆能清楚演繹，展現演員的精湛演技而廣受好評。

## 劇集背景

### 劇集起源
此劇集的劇本早於2008年已編排，原名為《無人知曉》，但最後製作公司與MBC電視台認為劇集並不配合當年劇集的氣氛，而將劇集擱置。其後，編劇陳秀完於2012年的作品《擁抱太陽的月亮》獲得40%的極高收視，令這部被放棄多年的作品獲重新審視。最後，MBC認為《Kill Me Heal Me》已經充分適合推出，因此重新著手製作。

### 選角
起初《Kill Me Heal Me》 的選角是主角由李昇基飾演，但接拍後又突然辭演，隨著不斷有演員（包括玄彬）辭演《Kill Me Heal Me》 的消息，令劇集的播出再度陷入危機。在準備階段時，韓國更發生了死傷慘重的世越號沉没事故，再加上沉重的劇本及選角的不順，令劇組倍添壓力。唯獨在選擇演員出現吳悧溫一角時，陳秀完作家的屬意只有朴敘俊一人。直至劇集開播前僅僅一個月，兩位主角池晟及黃正音才臨危受命，出演此劇集。

### 池晟極度優秀的演技
劇中男主角池晟的演技獲一面倒的稱讚，其才能成功展現七個人格的相異之處，為角色賦予生命。導演亦對他的演技作出極正面的讚賞：「在第20集裡，兩位演員真的讓我驚嘆了。事實上，申世奇和俐珍的那場戲是非常重要的ending戲。兩人接吻後，俐珍的身影依舊留在晚霞裡，而申世奇就在黑暗中慢慢消失，最後兩人的身影在晚霞的餘光中是多麼美麗，飽含著很多的感情成分。所以我們要在晚霞消散前的20分鐘裡拍完。我本來是那種拍攝前必須進行彩排的人，但是那天真的是沒時間了，申世奇的眼線也沒時間畫了，最後我只能這個也放棄，那個也放棄，就只靠演技來演吧，我就只帶了一隻牙刷就來了。」另外，在出演安耀娜及Perry Park兩個人格時，池晟是以劇本作基本，然後再輔以即興表演來為角色增添特色。池晟稱安耀娜和吳俐溫(朴敘俊)的吻戲也是即興的，但是先走過來bobo（接吻）的人是朴敘俊，在電視劇看起來都是我主動，但其實是朴敘俊先開始，顯示劇組的深厚默契。

### 劇本編寫
而劇組對於編寫劇本的態度則爲避開觀眾的猜測，導演稱他們編寫劇本的方向全部都避開了觀眾的猜測劇情，為劇集增添懸疑感。導演在劇集播映完畢後，曾接受訪問。在訪問中，金鎮滿導演坦言為了集中於描寫車道賢和吳悧珍的故事，便被逼將其他配角的戲份減少。其中這個問題在第三男主角吳珉錫（飾演車奇駿）及第二女主角金釉利（飾演韓彩妍）身上最為嚴重。兩人的角色原本在劇情的中心內，被描述得能力大得可以影響男主角的仕途，但最後卻草草落幕，在結局中更沒有交代兩人的去向。

## 劇情

### 幼兒時期（1980年－1994年）
車道賢（童年由李道賢飾）出生於富裕的勝進家族，名字原為車俊英，但出生時是與離家出走的父親車俊檦（安內相飾）獨自居住在一間海旁的小公寓。到了車道賢6歲的時候，他需要上小學但因沒有戶籍而未能如願。於是他的父親不情不願地回到家中取回戶籍，但原本他的妻子閔恕延（明世彬飾）在美國誕下一個女兒（車道賢，童年由Amy Kim飾），並與回家的車俊檦重遇。但該女兒實則並非車俊檦親生，是她的舊情人的骨肉。自此之後，車俊檦十分憎恨看到沒有履行夫妻責任的閔恕延，並變得暴戾，經常因俊英做得不好，而將怒氣發洩到閔恕延的女兒身上，把她關到地下室裏。俊英向道賢許下諾言，承諾會在每晚的十點到地下室接回她。到了1994年的一個宴會上，整個勝進家族也出席了一個宴會，在該宴會上，車俊檦打算將俊英介紹給各嘉賓認識，正當俊檦到大宅接回俊英時，俊英第一個分裂的人格申世奇出現，並縱火將大宅燒毀，意圖向父親報復。在這時俊檦趕到大宅接回俊英，但俊英要求父親再度折返救回困在地下室的道賢，結果令俊檦吸入大量濃煙而昏迷不醒，自此長期昏迷在醫院從未醒來，令他的母親徐泰林（金姈愛飾）感到十分傷心。自從這件事後，兩個小孩也失去記憶，其中俊英已不記得自己的本名，並以為自己是車道賢，其母親申華蘭（沈惠珍飾）便借勢告訴他的名字為車道賢，將戶籍上的女性車道賢正式據為己有（原戶籍登記的是閔恕延的女兒車道賢，後改為男性）。但兩人亦會時常夢見自己兒時生活的殘片，但總是不能憶起兒時往事，令情緒深感困擾。

### 青年時期（1994年－2014年）
車道賢（池晟飾）在少年時期候患上解離性人格疾患（多重人格，DID），亦為了治療及隱瞞病情而到美國留學，在美國的時候，因性格善良而受到同學的歡迎。但到了極度憤怒的時候，人格申世奇便會出現，變得極度暴戾。在一段時間後，申世奇設計，將車道賢引回韓國，接任ID娛樂的副社長。在乘飛機的途中，他首次遇見了有意跟蹤他的吳悧溫（朴敘俊飾）。在落機後，悧溫遇見了來接他的妹妹悧珍（黃正音飾），悧珍一遇見他便失控，但悧溫卻指其妹為精神病患者，這無意中為道賢與悧珍造成了首次邂逅的機會。

### 成年時期（2014年起）
吳悧珍為江漢醫院的精神科實習醫生，在一次偶然下，她的病人許淑熙從病院中逃走到一間酒吧，並向道賢佯稱為悧珍才是精神病人，使道賢攔阻悧珍捉回許淑熙。這令悧珍十分惱火，並使用一個過肩摔把他摔在地上，結果把申世奇激發出來，並與酒吧外的小混混發生打鬥，把首領的皮衣搶去。悧珍見狀，立刻害怕得逃回醫院，但終被世奇發現。世奇發現悧珍是精神科醫生後，便與她展開一段有趣的對話，並藉機取了她的電話號碼。悧珍把他落下的皮衣取走後，打算帶回醫院時，被埋伏的小混混綁架到一廢棄工廠。首領在開會途中致電道賢，令道賢強迫自己的最親密秘書安國（崔元英飾）毆打自己，希望召出世奇對付該等人，但卻錯誤召出了第三種人格費利朴。費利朴利用自己的拿手絕技，製作了兩顆炸彈前往工廠。小混混們被炸彈嚇怕後，首領安排一個小混混從後伏擊不果，令炸彈落在地上，但沒有爆炸。後來小混混們為了找回皮衣跑去找吳俐溫。留下一個小混混，炸彈的機關被他誤觸而爆炸，令悧珍受傷，自此兩人開始產生微妙的情感。
其後，道賢回到會議上，其傷勢被其表哥車奇俊（吳珉錫飾）發現，自此他的表哥便死心不息地查探他的底細，希望除去這個影響他的升職的眼中釘。再度在醫院出現的道賢，以原人格現身，並與悧珍談話。在交談中，他發現悧珍可能是世奇的初戀。而道賢回家後，突然轉換成第四種人格NANA（7歲小女孩），在地下室玩泰迪熊。這次莫名其妙地失去聯絡，令治療他的主治醫師石浩弼（高昌錫飾）感到十分擔心，怕影響了他日後繼承勝進集團。再醒來時世奇出現，把道賢完全困住，並強行帶悧珍到遊樂園玩耍，亦與悧珍有了首次接吻。在中途突然變回道賢後再變成費利朴，並應悧溫的邀請，駕車到他們的食店「雙俐」飲酒。在下車的時候，又變回原人格，但亦要硬着頭皮進去。悧溫心裡知道面對的是道賢，但假裝不知道。在中途悧珍與道賢被困在地下室內，酒醉的悧珍抓著道賢強行索吻，但中途悧溫拿着鑰匙打開了門，看見了這個情景，心裡很不舒服。自此悧珍一家把道賢當成了一家人。
道賢在第二日突然出現了第五個人格安耀燮，危站在天台邊緣塗鴉，並給一小時俐珍找他。在他準備跳樓時，悧珍趕到解救了他，並首次喚醒了變換了人格的道賢。悧珍希望成為他的主治醫生，但被他忍痛拒絕，道賢始終害怕他會傷害到悧珍。悧珍其後假裝出國讀書，但實則悄悄溜到道賢的家，並在約法三章下成為道賢的主治醫生及貼身秘書。在悧珍「出國」後一天，悧溫拿着她的照片，暗暗地想念他，他也愛著悧珍的事實被他的父母感到不尋常，但仍未發現。道賢其後請悧珍出席奧米加（Omega，吳俐溫的筆名）作家的作品發佈會，在聽過作品的內容後，突然出現異常，變成了第六種人格安耀娜，悧珍很不容易才鎮壓下來。
道賢回到公司後，奇俊給他一個近乎不可能的任務，意圖刁難他－與名作家歐米茄簽訂炙手可熱的版權合約。悧溫知道這是一個好機會把悧珍從他的手上搶回來，並且能更接近道賢，便現身簽訂合約。世奇出現後，由於十分妒忌道賢搶去悧珍，便存心報復，將他的一切毀滅。他首先挑撥奇俊的未婚妻（同時為道賢的初戀）韓彩妍（金釉利飾），把他們以往的事復述給他看。翌日，他精心打扮後回到公司，在會議上羞辱奇俊，並且將意圖得知道賢近況而與悧珍會面，道賢的母親申華蘭（沈惠珍飾）趕走。悧溫到場後，意圖保護悧珍而把她帶走，世奇經已得知他對悧珍的情感，但悧溫卻突然指出他只是一個人格已令他不禁傷害悧溫，並開始對傷害他們的人宣戰。
世奇首先把道賢奶奶（徐泰林）的支柱－他的兒子車俊彪從醫院移走，並以她兒子的性命威脅奶奶將會長一職交出。其後回到悧珍的家，要求與她私奔。悧珍出於對他的情感而沒有拒絕，但悧溫則突然出現，把悧珍困在房間內，最後悧珍都是決定回到世奇身邊。恢復到原人格的道賢，對世奇的行為感到震驚，並向奶奶謝罪。奶奶感覺他彷如兩人般，並到他的主治醫師石浩弼的辦公室查問，得知他患有多重人格的事實。她立即命令他回到美國治病，並說他是怪物，但道賢並不當成一回事。道賢其後決定用心去愛悧珍，並到她的家，應約與悧溫談判。在談判中提起了過往的回憶，讓道賢承受不住，安耀娜乘機出來。耀娜看見自己的心儀對象悧溫時，便主動向前索吻，最後悧珍出拳打昏他才平息事件。
及後，道賢向申華蘭逼問著閔恕延女兒的事，她知道了閔恕延的女兒還在世上，害怕會東窗事發，並查出了她的身份（吳悧珍）。她派人綁架悧珍，但被道賢發現後便立刻撤退。徐泰林突然請悧珍到她的屋內，悧珍向她請求，希望她能協助患病的道賢，但她堅拒這個請求。載有他的兒子（車俊彪）的照片的相架修復後，被送到她的桌上。悧珍無意中看到，並激發她的回憶，把兒時的記憶部分恢復。於是她找她的養母池順英（金姬貞飾）查問事情的真相，最終她還是打開了母親的遺物，得知自己為閔恕延的女兒。
其後，一直懷有野心的叔父一家掌握了道賢的秘密，並準備藉此威脅徐泰林的地位。想通後，道賢決定協助孤立無援的奶奶，悧珍也恢復秘書一職。奇俊突然約見悧珍，並以勝進集團大股東一個身份利誘她加入他們的陣營，但被她一口拒絕。悧珍在那一夜由悧溫親自接他到道賢的家，並以哥哥的身份忍痛將她交給道賢，結束對悧珍痛苦的愛。
石教授在尾聲中建議道賢進行融合治療，悧珍透過購買禮物，將他的四個人格（費利朴、NANA、安耀燮、安耀娜）先後離開他。唯獨世奇不願意輕易離開，要得到悧珍的一吻及關顧才安心地離開。在這中途一個神秘的人格 Mr.X 出現，這個過渡期的人格代表著俐珍的親生爸爸，是幫助他的人格。隨著道賢的父親奇蹟地甦醒認罪，道賢加入悧珍的家，故事從此結束。

## 演員陣容

### 主要人物
| 演員                 | 角色                        | 年齡     | 介紹 | 國語配音            | 粵語配音            |
| 池晟 童年：李道賢    | 車道賢 （劇中漢字：車導賢） | 28歲     | ID娛樂公司副社長，擁有7種人格，忘記了小時候1年之間的記憶，發生21年前的火災後以車道賢的名字生活，對人親切，有紳士風度，第一次發脾氣是在吳俐珍面前。原名是車俊英，因小時候火災嗆昏，醒來錯以為自己名字是車道賢。      | 于正昌 童年：楊凱凱 | 陳廷軒 童年：雷碧娜 |
| 池晟 童年：李道賢    | 申世奇                      | 28歲     | 性格暴戾善於打鬥，和道賢擁有共同過去的記憶，也是最常出現的人格。因為小時候的記憶所以喜歡上吳俐珍。 | 于正昌 童年：楊凱凱 | 陳廷軒 童年：雷碧娜 |
| 池晟 童年：李道賢    | 費利朴 （Perry Park）       | 40歲     | 使用麗水方言，喜歡冒險航海，同時是製作炸彈的專家。象徵回本家前，渴望自由的爸爸。 | 于正昌 童年：楊凱凱 | 陳廷軒 童年：雷碧娜 |
| 池晟 童年：李道賢    | 安耀燮                      | 17歲     | 道賢在高中時曾想自殺後分裂出來的人格，興趣是藝術及寫詩，有自殺傾向。耀燮（Joseph）是車道賢的洗禮名。 | 于正昌 童年：楊凱凱 | 陳廷軒 童年：雷碧娜 |
| 池晟 童年：李道賢    | 安耀娜                      | 17歲     | 耀燮的孿生妹妹，愛玩的女高中生。因為單純不計較，負責承擔痛苦。喜歡吳俐溫，有點叛逆，很愛漂亮和追星。 | 于正昌 童年：楊凱凱 | 陳廷軒 童年：雷碧娜 |
| 池晟 童年：李道賢    | NANA                        | 7歲      | NANA其實是她抱著的大型玩具熊的名字，代入俐珍7歲的時候。 | 于正昌 童年：楊凱凱 | 陳廷軒 童年：雷碧娜 |
| 池晟 童年：李道賢    | Mr.X                        | 年齡不詳 | 謎一樣的男子，是車道賢想像出來的俐珍的親生爸爸。 | 于正昌 童年：楊凱凱 | 陳廷軒 童年：雷碧娜 |
| 黃正音 童年：Amy Kim | 吳俐珍                      | 28歲     | 精神科醫生，了解道賢的7種人格並加以深入了解，同時也是道賢的秘密主治醫生兼女友。吳俐珍是被領養時所取的名字，原名是車道賢。                                                                                           | 詹雅菁              | 柚子蜜              |
| 朴敘俊 童年：金藝俊  | 吳悧溫                      | 28歲     | 筆名奧米加（Omega），從不露臉的神秘百萬暢銷級作家，自稱「是元彬級的帥哥」，吳俐珍無血緣之兄。內心深愛著俐珍並且默默守護著她。因為認為俐珍與勝進家族有關係，私底下偷偷調查勝進家族，進而發現了道賢是多重人格的事實。 | 蔣鐵城              | 周倚天 童年：張頌欣 |
| 吳珉錫               | 車奇俊                      | 30歲     | ID娛樂公司社長，車英彪（車俊彪的堂弟）的兒子，車道賢的堂兄，彩妍未婚夫。想掌握道賢隱藏的秘密。 | 陳彥鈞              | 蘇強文              |
| 金釉利               | 韓彩妍                      | 28歲     | ID娛樂公司藝術總監，奇俊未婚妻，道賢的初戀。以前常常把道賢當成備胎，認為自己能掌控他，其實心裡很在意道賢。 | 楊凱凱              | 曾秀清              |

### 道賢周邊人物
| 演員   | 角色   | 介紹                                                                     | 國語配音 | 粵語配音 |
| 崔元英 | 安國   | 道賢的秘書，幫道賢處理關於他多重人格障礙所衍生的問題。                   | 黃天佑   | 鄧志堅   |
| 金姈愛 | 徐泰林 | ID集團會長，道賢的奶奶，把道賢當成她兒子（也就是道賢的爸爸）的替代品。   | 馮美麗   | 蔡惠萍   |
| 沈惠珍 | 申華蘭 | 道賢的母親，在勝進家不受重視，希望能靠道賢和他小時候的秘密來在家中立足。 | 楊凱凱   | 許盈     |
| 安內相 | 車俊彪 | 車建浩的兒子，車道賢的父親，車英彪的堂兄，車奇俊的堂伯。                 | 黃天佑   | 李錦綸   |
| 明世彬 | 閔恕延 | 俊彪的亡妻，吳俐珍的親生母親，在車禍中死去。                             | 楊凱凱   | 梁少霞   |
| 金容建 | 車建豪 | 車俊彪的亡父，車道賢的祖父，車英彪的伯父，車奇俊的伯祖父，在車禍中死去。 | 曹冀魯   | 張炳強   |

### 俐珍周邊人物
| 演員     | 角色   | 介紹                                               | 國語配音 | 粵語配音 |
| 金姬貞   | 池順英 | 俐溫的母親、俐珍的養母                             | 馮美麗   | 黃玉娟   |
| 朴俊奎   | 吳大伍 | 俐溫的父親、俐珍的養父                             | 陳彥鈞   | 招世亮   |
| 黃金獵犬 | 吳俐娜 | 俐溫、俐珍養的狗                                   | 不適用   |          |
| 高昌锡   | 石浩弼 | 精神科教授，吳俐珍的上司，也是道賢在美國的主治醫師 | 曹冀魯   | 陳永信   |

### 基俊家
| 演員   | 角色   | 介紹                                                 | 國語配音 | 粵語配音配音 |
| 金日宇 | 車榮表 | 車基俊之父，車建浩的侄子，車俊彪的堂弟，車道賢的堂叔 | 蔣鐵城   | 朱子聰       |
| 金娜雲 | 尹慈卿 | 車基俊之母，車道賢的堂嬸                             | 詹雅菁   | 沈小蘭       |

### 客串
| 演員   | 角色     | 介紹                   | 登場集數 | 國語配音 | 粵語配音 |
| 禹賢   |          | 精神科患者             | 1        |          | 葉振聲   |
| 具俊曄 |          | Club DJ                | 1        |          |          |
| 簡美妍 | 神秘美女 | 申世奇的女友           | 1        |          | 李潤知   |
| 趙倫浩 |          | 暴走族                 | 1-3      |          | 李錦綸   |
| 李施彥 | 朴敏才   | 精神科醫生、俐珍的前輩 | 1-4      | 蔣鐵城   | 劉奕希   |
| 金瑟琪 | 許淑熙   | 俐珍的患者             | 1-4      | 馮美麗   | 凌晞     |
| 金亨範 | 崔室長   | 車奇俊的秘書           |          | 曹冀魯   | 馮錦堂   |
| 金玄珠 | 白珍淑   | 彩妍的母親             | 11       |          | 黃麗芳   |
| 許志雄 |          | 雜誌社編輯長           | 7-8      |          |          |
| LU:KUS | Rocking  | ID娛樂旗下團體         | 8,11     |          |          |
| 朴瑟琪 |          | Rocking 歌迷會 MC      | 8        |          | 陳皓宜   |
| 安英美 |          | 塔羅牌師               | 13       | 馮美麗   | 陳皓宜   |
| Yuri   | 安耀娜   | 奧米加作家的粉絲       | 20       | 楊凱凱   | 何璐怡   |
| 高溫   | 亞歷克斯 | 道賢在美國的同學       | 15       |          |          |

## 原聲帶
- Part.1（發行日期：2015年1月14日）[6]

| 曲序 | 曲目                         | 演唱   | 时长 |
| ---- | ---------------------------- | ------ | ---- |
| 1.   | 幻聽（환청）（feat. NaShow） | 張才人 | 3:29 |
| 2.   | 幻聽（Inst.）                |        | 3:29 |

- Part.2（發行日期：2015年1月28日）[7]

| 曲序 | 曲目                  | 演唱                         | 时长 |
| ---- | --------------------- | ---------------------------- | ---- |
| 1.   | Healing Love          | Luna（f(x)）& Choi（LU:KUS） | 4:11 |
| 2.   | Healing Love（Inst.） |                              | 4:11 |

- Part.3（發行日期：2015年2月9日）[8]

| 曲序 | 曲目                              | 演唱   | 时长 |
| ---- | --------------------------------- | ------ | ---- |
| 1.   | 不能說的秘密（말할 수 없는 비밀） | 文明真 | 4:26 |
| 2.   | 不能說的秘密（Inst.）             |        | 4:26 |

- Part.4（發行日期：2015年2月12日）[9]

| 曲序 | 曲目                    | 演唱   | 时长 |
| ---- | ----------------------- | ------ | ---- |
| 1.   | 這樣的心情（이런 기분） | 李宥琳 | 3:34 |
| 2.   | 這樣的心情（Inst.）     |        | 3:34 |

- Part.5（發行日期：2015年2月17日）[10]

| 曲序 | 曲目              | 演唱   | 时长 |
| ---- | ----------------- | ------ | ---- |
| 1.   | 送走了你          | 朴敘俊 | 4:07 |
| 2.   | 送走了你（Inst.） |        | 4:07 |

- OST（發行日期：2015年3月5日）[11]

| 曲序 | 曲目                              | 演唱                         | 时长 |
| ---- | --------------------------------- | ---------------------------- | ---- |
| 1.   | 幻聽（환청）（feat. NaShow）      | 張才人                       | 3:29 |
| 2.   | Healing Love                      | Luna（f(x)）& Choi（LU:KUS） | 4:11 |
| 3.   | 不能說的秘密（말할 수 없는 비밀） | 文明真                       | 4:26 |
| 4.   | 這樣的心情（이런 기분）           | 李宥琳                       | 3:34 |
| 5.   | 送走了你（너를 보낸다）           | 朴敘俊                       | 4:07 |
| 6.   | 紫羅蘭（제비꽃）                  | 池晟                         | 3:54 |
| 7.   | 幻聽（Inst.）                     |                              | 3:30 |
| 8.   | Healing Love（Inst.）             |                              | 4:11 |
| 9.   | 不能說的秘密（Inst.）             |                              | 4:26 |
| 10.  | 這樣的心情（Inst.）               |                              | 3:34 |
| 11.  | Kill Me                           | Various Artists              | 2:26 |
| 12.  | I Am Shin Se Gi                   | Various Artists              | 3:39 |
| 13.  | Beyond Recollection               | Various Artists              | 3:58 |
| 14.  | Freak                             | Various Artists              | 2:17 |
| 15.  | Childhood                         | Various Artists              | 2:01 |
| 16.  | Who Are You?                      | Various Artists              | 2:37 |
| 17.  | Driving To The Past               | Various Artists              | 3:40 |
| 18.  | I Am Cha Do Hyun                  | Various Artists              | 2:16 |
| 19.  | Heal Me                           | Various Artists              | 2:46 |

## 其他搭配歌曲
- 台灣衛視中文台、FOX、FOX HD版本
  - 片頭曲：蔣卓嘉《黛玉》
  - 片尾曲：蔣卓嘉《呼吸就想你》

## 收視率
| 集數       | 播出日期   | 標題                                         | TNmS 收視率      | TNmS 收視率    | AGB 收視率       | AGB 收視率     |
| 集數       | 播出日期   | 標題                                         | 大韓民國（全國） | 首爾（首都圈） | 大韓民國（全國） | 首爾（首都圈） |
| ---------- | ---------- | -------------------------------------------- | ---------------- | -------------- | ---------------- | -------------- |
| 1          | 2015/01/07 | 我身體裡到底活著有幾個人，我到現在也還不清楚 | 8.7%             | 11.1%          | 9.2%             | 10.3%          |
| 2          | 2015/01/08 | 絕對不能忘記我的眼神！                       | 8.0%             | 11.2%          | 8.9%             | 9.6%           |
| 3          | 2015/01/14 | 如果世奇是為了讓我沉睡而接近吳俐珍的話...    | 8.5%             | 11.3%          | 10.3%            | 11.2%          |
| 4          | 2015/01/15 | 若有若無的混亂的生活                         | 8.4%             | 10.4%          | 9.4%             | 10.8%          |
| 5          | 2015/01/21 | 你還記得那天你和她之間發生了什麼             | 8.6%             | 11.3%          | 9.5%             | 10.5%          |
| 6          | 2015/01/22 | 你.....是誰呀？                              | 9.2%             | 12.3%          | 9.9%             | 10.9%          |
| 7          | 2015/01/28 | 那麼想救人的話就不應該遲到                   | 9.4%             | 12.0%          | 9.6%             | 10.6%          |
| 8          | 2015/01/29 | 絕對不能放開耀娜                             | 9.8%             | 12.3%          | 11.5%            | 12.5%          |
| 9          | 2015/02/04 | 造就他們的因緣，是我的第三次失誤             | 10.2%            | 12.5%          | 10.5%            | 11.3%          |
| 10         | 2015/02/05 | 只有你擁有的那記憶中，有我嗎？               | 10.9%            | 13.5%          | 11.0%            | 12.2%          |
| 11         | 2015/02/11 | 用你的魅力來吸引我吧                         | 11.2%            | 14.7%          | 10.9%            | 12.0%          |
| 12         | 2015/02/12 | 你可以的話，我也可以，因為你就是我！         | 10.2%            | 14.1%          | 11.4%            | 12.3%          |
| 13         | 2015/02/18 | 從現在開始 是安耀娜的世界, 哥哥, 啊~         | 11.0%            | 14.1%          | 10.3%            | 11.1%          |
| 14         | 2015/02/19 | 無論發生了什麼，我都會探明真相               | 10.1%            | 13.2%          | 9.4%             | 9.6%           |
| 15         | 2015/02/25 | 永懷著贖罪的心，彌補對你的傷害               | 11.2%            | 14.6%          | 10.5%            | 11.3%          |
| 16         | 2015/02/26 | 在很長的時間裡，會一直記得                   | 10.7%            | 12.8%          | 10.4%            | 11.2%          |
| 17         | 2015/03/04 | 拜託不要打道賢                               | 12.1%            | 15.0%          | 11.5%            | 12.5%          |
| 18         | 2015/03/05 | 從這可怕的記憶裡逃走吧                       | 10.6%            | 13.0%          | 9.8%             | 11.0%          |
| 19         | 2015/03/11 | 誰最討厭那兩個人呢？                         | 10.7%            | 13.4%          | 9.2%             | 10.0%          |
| 20         | 2015/03/12 | 這個皮箱要打開看嗎？                         | 10.5%            | 13.1%          | 9.4%             | 10.6%          |
| 平均收视率 | 平均收视率 | 平均收视率                                   | 10.00%           | 12.80%         | 10.13%           | 11.08%         |

## 同時段競爭節目
- KBS2 水木連續劇：《王的面孔》、《謝謝你，兒子啊》、《不善良的女人们》
- SBS 水木連續劇：《皮諾丘》、《海德、哲基尔与我》

## 獎項
此劇集為2015 MBC演技大賞的大贏家，一共獲得11個獎項，而大賞則於眾望所歸下，由池晟以18萬票獲得。
| 年度 | 大獎                   | 獎項                        | 入圍者                 | 結果 |
| ---- | ---------------------- | --------------------------- | ---------------------- | ---- |
| 2015 | 第51屆百想藝術大賞     | 電視劇作品賞                | 電視劇作品賞           | 提名 |
| 2015 | 第51屆百想藝術大賞     | 導演賞                      | 金鎮滿                 | 提名 |
| 2015 | 第51屆百想藝術大賞     | 男子最優秀演技賞            | 池晟                   | 提名 |
| 2015 | 第51屆百想藝術大賞     | 劇本賞                      | 陳秀完                 | 提名 |
| 2015 | 第51屆百想藝術大賞     | 男子人氣賞                  | 池晟                   | 提名 |
| 2015 | 第51屆百想藝術大賞     | 男子人氣賞                  | 朴敘俊                 | 提名 |
| 2015 | 第51屆百想藝術大賞     | 女子人氣賞                  | 黄正音                 | 提名 |
| 2015 | 第十屆首爾國際戲劇大賞 | 韓流連續劇最優秀作品獎      | 韓流連續劇最優秀作品獎 | 獲獎 |
| 2015 | 第十屆首爾國際戲劇大賞 | 韓流連續劇女子演技獎        | 黄正音                 | 獲獎 |
| 2015 | 第八屆韓國電視劇節     | 演技大賞                    | 池晟                   | 提名 |
| 2015 | 第八屆韓國電視劇節     | 作品賞                      | 作品賞                 | 提名 |
| 2015 | 第八屆韓國電視劇節     | 導演賞                      | 金鎮滿                 | 提名 |
| 2015 | 第八屆韓國電視劇節     | 女子最優秀賞                | 黄正音                 | 提名 |
| 2015 | 第八屆韓國電視劇節     | 功勞賞                      | 金姈愛                 | 獲獎 |
| 2015 | 第八屆韓國電視劇節     | 最佳O.S.T賞                 | 張才人－ 《幻聽》      | 獲獎 |
| 2015 | 第4屆APAN Star Awards  | 中篇電視劇 男子最優秀演技賞 | 池晟                   | 提名 |
| 2015 | 第4屆APAN Star Awards  | 中篇電視劇 男子優秀演技賞   | 朴敘俊                 | 提名 |
| 2015 | 第4屆APAN Star Awards  | 時尚明星獎                  | 吳珉錫                 | 獲獎 |
| 2015 | 2015 MBC演技大賞       | 大賞                        | 池晟                   | 獲獎 |
| 2015 | 2015 MBC演技大賞       | 大賞                        | 黄正音                 | 提名 |
| 2015 | 2015 MBC演技大賞       | 年度電視劇賞                | 年度電視劇賞           | 獲獎 |
| 2015 | 2015 MBC演技大賞       | 放送三社PD賞                | 黄正音                 | 獲獎 |
| 2015 | 2015 MBC演技大賞       | 迷你劇部門 女子最優秀演技賞 | 黄正音                 | 獲獎 |
| 2015 | 2015 MBC演技大賞       | 迷你劇部門 男子最優秀演技賞 | 池晟                   | 獲獎 |
| 2015 | 2015 MBC演技大賞       | 迷你劇部門 男子優秀演技賞   | 朴敘俊                 | 獲獎 |
| 2015 | 2015 MBC演技大賞       | 男子人氣賞                  | 池晟                   | 提名 |
| 2015 | 2015 MBC演技大賞       | 男子人氣賞                  | 朴敘俊                 | 獲獎 |
| 2015 | 2015 MBC演技大賞       | 女子人氣賞                  | 黄正音                 | 獲獎 |
| 2015 | 2015 MBC演技大賞       | 最佳情侶賞                  | 池晟、黄正音           | 提名 |
| 2015 | 2015 MBC演技大賞       | 最佳情侶賞                  | 池晟、朴敘俊           | 獲獎 |
| 2015 | 首爾音樂獎             | OST賞                       | 張才人－《幻聽》       | 獲獎 |
| 2016 | 第49屆休士頓國際影視展 | 電視劇部門大獎              | 電視劇部門大獎         | 獲獎 |

## 相關
- 在第11集中，吳俐珍及吳俐溫模仿動畫寵物小精靈中的火箭兵團經典開場白台詞

## 外部連結
- 韓國MBC官方網站
- 香港無綫電視官方網站（繁體中文）
- 臺灣八大電視官方網站（繁體中文）
- Daum上《Kill Me Heal Me》的資料
- NAVER上《Kill Me Heal Me》的資料
- 《Kill Me Heal Me》在HanCinema的页面（英文）
- 互联网电影数据库（IMDb）上《Kill Me Heal Me》的资料（英文）

| MBC 水木劇                                 | MBC 水木劇                                      | MBC 水木劇 |
| ------------------------------------------ | ----------------------------------------------- | ---------- |
|                                            | Kill Me Heal Me （2015年1月7日－2015年3月12日） |            |
| Mr. Back （2014年11月5日－2014年12月25日） | 憤怒的媽媽 （2015年3月18日－2015年5月7日）      |            |

| 香港 無綫網絡電視煲劇1台 星期五 15:45 - 18:00及23:00 - 01:15 | 香港 無綫網絡電視煲劇1台 星期五 15:45 - 18:00及23:00 - 01:15 | 香港 無綫網絡電視煲劇1台 星期五 15:45 - 18:00及23:00 - 01:15 |
| ------------------------------------------------------------ | ------------------------------------------------------------ | ------------------------------------------------------------ |
|                                                              | 愛上哪個我（原音版） （2015年1月30日－2015年4月3日）         |                                                              |
| 交響情人夢（原音版） （2014年12月5日－2015年1月23日）        | 彼得的葬禮（14:30 - 16:30） （2015年4月10日－2015年5月15日） |                                                              |
| 香港 無綫電視J2 星期一至五 23:05 - 00:00                     |                                                              |                                                              |
| 製作人們（配音版） （2016年3月9日－2016年4月7日）            | 愛上哪個我（配音版） （2016年4月8日－2016年5月16日）         | 看見味道的少女 （2016年5月17日－2016年6月15日）              |

| 臺灣 衛視中文台 星期六 22:00 - 00:00 · 6月5日起改為星期五 22:00 - 00:00                             | 臺灣 衛視中文台 星期六 22:00 - 00:00 · 6月5日起改為星期五 22:00 - 00:00 | 臺灣 衛視中文台 星期六 22:00 - 00:00 · 6月5日起改為星期五 22:00 - 00:00 |
| --------------------------------------------------------------------------------------------------- | ----------------------------------------------------------------------- | ----------------------------------------------------------------------- |
| | 變身情人（原音版） （2015年4月4日－2015年7月3日）                       |                                                                         |
| 冠軍任務（22:00 - 23:00） （待查－2015年3月28日）瘋神無雙（23:00 - 00:00） （待查 - 2015年3月28日） | 長不大的爸爸（重播） （2015年7月10日－2015年8月14日）                   |                                                                         |
| 星期一至四 21:00 - 22:00                                                                            |                                                                         |                                                                         |
| 逆轉人生180天 （2015年5月27日－2015年7月14日）                                                      | 變身情人（配音版） （2015年7月15日－2015年9月1日）                      | 王的面孔 （2015年9月2日－2015年10月29日）                               |
| 臺灣 FOX、FOX HD 星期一至四 20:00 - 21:00                                                           |                                                                         |                                                                         |
| 惡作劇2吻2014 （2015年6月29日－2015年7月21日）                                                      | 變身情人（原音版） （2015年7月22日－2015年9月8日）                      | 愛在異鄉 （2015年9月9日 - 2015年10月19日）                              |
| 臺灣 星衛娛樂台 星期一至五 20:00 - 21:00                                                            |                                                                         |                                                                         |
| 逆轉人生180天 （2015年7月6日－2015年8月12日）                                                       | 變身情人（配音版） （2015年8月13日－2015年9月21日）                     | 王的面孔 （2015年9月22日－2015年11月6日）                               |

| 新加坡 佳樂台 每週一至週五 22:00 - 23:00 | 新加坡 佳樂台 每週一至週五 22:00 - 23:00         | 新加坡 佳樂台 每週一至週五 22:00 - 23:00 |
| ---------------------------------------- | ------------------------------------------------ | ---------------------------------------- |
|                                          | Kill Me Heal Me （2015年7月17日－2015年8月20日） |                                          |
| 鹿鼎记 （2015年5月8日－2015年7月16日）   | 抓住彩虹的男人 （2015年8月21日－2015年10月2日）  |                                          |

| 新加坡 新传媒U频道 星期六、日 21:00 - 23:00 時段 | 新加坡 新传媒U频道 星期六、日 21:00 - 23:00 時段 | 新加坡 新传媒U频道 星期六、日 21:00 - 23:00 時段 |
| ------------------------------------------------ | ------------------------------------------------ | ------------------------------------------------ |
|                                                  | 殺了我治癒我 （2016年10月15日－2016年11月26日）  |                                                  |
| 家族的秘密 （2016年5月29日－2016年10月9日）      | 好心作怪 （2016年11月27日－2017年1月15日）       |                                                  |
| （重播）星期六、日 17:00 - 19:00                 |                                                  |                                                  |
| 结婚契约（重播） （2018年6月9日－2018年7月14日） | 殺了我治癒我 （2018年7月15日－2018年8月26日）    | 被告人（重播） （2018年9月1日－2018年10月7日）   |

| 臺灣 八大綜合台 星期一至五 21:00 - 22:00  | 臺灣 八大綜合台 星期一至五 21:00 - 22:00  | 臺灣 八大綜合台 星期一至五 21:00 - 22:00 |
| ----------------------------------------- | ----------------------------------------- | ---------------------------------------- |
|                                           | 變身情人 （2023年1月9日－2023年2月15日）  |                                          |
| 無人知曉 （2022年10月6日－2022年11月8日） | MOUSE窺探 （2023年4月5日－2023年5月22日） |                                          |